# Genova (Film)
Genova ist ein britisches Filmdrama aus dem Jahr 2008. Regie führte Michael Winterbottom, der auch den Film mitproduzierte und gemeinsam mit Laurence Coriat das Drehbuch schrieb. Der Film spielt in Genua.

## Handlung
Der britische Universitätsdozent lebt in den Vereinigten Staaten, er ist verheiratet und hat zwei Töchter: Kelly und Mary. Seine Frau Marianne stirbt bei einem Autounfall in Illinois, den die 10-jährige Mary beim Herumalbern auf dem Rücksitz verursacht hatte. Joe nimmt ein Angebot als Hochschullehrer in Genua an und zieht mit seinen Töchtern in die Altstadt von Genua.
Beide Töchter sollen zu Beginn des Schuljahrs eine italienische Schule besuchen. Bis dahin erhalten sie Klavier- und italienischen Sprachunterricht. Die 16-jährige Kelly verliebt sich am Strand in einen jungen Italiener, was sie vor ihrem besorgten und liebevollen Vater verheimlicht. Häufig ist sie mit ihrem neuen Freund als Sozius auf dem Motorroller unterwegs. An der Universität wird Joe von einer seiner Kolleginnen, die er von früher kennt, umworben. Auch seine Studentinnen mögen ihren attraktiven englischen Dozenten, eine von ihnen animiert ihn ziemlich unverblümt, mit ihr auszugehen.
Die kleine Mary kann den Tod ihrer Mutter nicht verwinden und wacht jede Nacht schreiend auf. Sie sieht immer wieder auf den Straßen die Erscheinung ihrer Mutter, folgt ihr, kann sie aber nie erreichen. Der Straßenverkehr, die dunklen mittelalterlichen Gassen und der Alltag selbst nehmen bedrohliche Züge an. Zwischen den Schwestern kommen Spannungen auf, da die Kleine ihrer großen Schwester lästig wird. Bei einem Ausflug in die Berge folgt Mary wieder einmal dem Geist ihrer Mutter, verirrt sich, wird aber wenig später wieder aufgefunden. Nach einer Klavierstunde, als Kelly, die sie abholen soll, sich mit ihrem Freund verspätet hat und Joe am Strand ein Date mit seiner Studentin hat, geht Mary den Weg alleine nach Hause. Wieder sieht sie ihre Mutter, folgt ihr wie benommen durch die dunklen Gassen und bleibt verschwunden. Joe, seine Kollegin und Kelly machen sich auf die Suche. Joe findet das Kind schließlich durch Zufall am Rand einer Schnellstraße: Die Familie entgeht dabei nur knapp einer Massenkarambolage und wird anschließend von der Polizei verhört.
Am ersten Schultag begleitet Joe seine beiden Töchter auf dem Weg zur Schule.

## Hintergründe
Der Film wurde von dem britischen Unternehmen FilmFour produziert, welches dem Sender Channel 4 gehört, wie auch von dem Unternehmen Revolution Films des Produzenten Andrew Eaton. Er wurde in Genua und in Östersund (Schweden) gedreht.
Aufgenommen wurde digital (HDV) mit den Kameras Sony HDW-F750 und Sony HVR-V1E, dann übertragen auf 35mm.
Seine Weltpremiere fand im Mai 2008 auf den Internationalen Filmfestspielen von Cannes statt. Ab dem 7. September 2008 waren Vorführungen auf dem Toronto International Film Festival geplant. Im September 2008 wurde der Film auf dem Festival Internacional de Cine de Donostia-San Sebastián gezeigt.

## Musik
Für Melissa Parmenter, die auch als Produzentin an dem Film beteiligt war, war es nach The Road to Guantanamo die zweite Zusammenarbeit mit Winterbottom.
Passagen aus der Étude Op. 10, Nr. 3 von Frédéric Chopin begleiten in verschiedenen Interpretationen den Film. Der Anflug auf Genua wird begleitet von Le Grand Choral, den Georges Delerue für François Truffauts Film Die amerikanische Nacht komponiert hat.

## Kritiken
Die Organisatoren des Toronto International Film Festivals schrieben, der Film zeige, wie ein Verlust eine Familie beeinflussen könne. Colin Firth sei die „ideale Wahl“ für die Rolle des Familienvaters. Der Film zeige den Einfluss von Wenn die Gondeln Trauer tragen, aber die eigene künstlerische Sensibilität des Regisseurs sei deutlich spürbar.
ViewLondon schrieb über einen „höchst empfehlenswert[en]“ Film, der „eindrucksvoll inszeniert, superb gespielt, präzise geschrieben“ sei.
- Für Ain’t It Cool News war es „sofort offensichtlich, dass ein fähiger Regisseur am Werk ist.“[8]

- Twitch sprach von einem Filmemacher „auf der Höhe seiner Kunst“ („a director at the top of his game“). Der Verkehrsunfall sei „nahezu unerträglich“ („almost unbearable“).[9]

- Dark Horizons sprach von „minimalem narrativen Zusammenhang“ und einer Kamera, die direkt in „Gedanken und Bedürfnisse zweier Mädchen in ihrer emotionellen Reife“ tastet, und: „das Leben geht in der Tat weiter […]“.[10]

## Auszeichnungen
- 2008 Silberne Muschel für Michael Winterbottom, San Sebastián International Film Festival

- 2008 Jury Prize für Michael Winterbottom, Tallinn Black Nights Film